# Pagamea aracaensis
Pagamea aracaensis là một loài thực vật có hoa trong họ Thiến thảo. Loài này được Boom mô tả khoa học đầu tiên năm 1989.